# Карбонат марганца(II)
Карбонат марганца(II) — сложное вещество, химическая формула — MnCO3. Представляет собой бледно-розовые кристаллы, в присутствии кислорода и воды приобретает бурую окраску. Обладает гексагональной кристаллической решеткой. Соединение используется в металлургической и химической промышленности. В природе встречается в виде минерала pодохрозита.

## Химические свойства

### Реакции с кислотами
{\displaystyle {\ce {MnCO_3 + 2HCl -> MnCl_2 + H_2O + CO_2}}}
{\displaystyle {\ce {MnCO_3 + H_2SO_4 -> MnSO_4 + H_2O + CO_2}}}
{\displaystyle {\ce {MnCO_3 + 2HNO_3 -> Mn(NO_3)2 + H_2O + CO_2}}}
{\displaystyle {\ce {MnCO_3 + H_2S -> MnS + H_2O + CO_2}}}

### Термическое разложение
{\displaystyle {\ce {3MnCO3 ->[330-500^oC] Mn3O4 + 2CO2 + CO}}}
{\displaystyle {\ce {MnCO3 ->[500^oC,Ne] MnO + CO2 ^}}}

### Реакции с солями
{\displaystyle {\ce {2MnCO3 + 12KCN + H2O2 -> 2K3[Mn(CN)6] + 2K2CO3 + 2KOH}}}
{\displaystyle {\ce {2MnCO3 + 6KCN -> K2Mn[Mn(CN)6] + 2K2CO3}}}
{\displaystyle {\ce {MnCO3 + 6KCN +3H2O -> K4[Mn(CN)6]*3H2O + K2CO3}}}

### Реакции с оксидами
MnCO3 + CO2 +H2O → Mn(HCO3)2
MnCO3 + SO2 + 3H2O → MnSO3•3H2O + CO2
2MnCO3 + H2O  → Mn2(OH)2CO3 + CO2
4MnCO3 + O2  → 2Mn2O3 + CO2

## Получение карбоната марганца(II)

### Лабораторный метод
Насыщенный раствор гидрокарбоната натрия насыщают углекислым газом, приливают к насыщенному раствору соли марганца. Выпавший осадок отфильтровывают и сушат в вакуумном эксикаторе. 
{\displaystyle {\ce {MnCl2 + CO2 + H2O -> MnCO3 + 2HCl}}}

## Применение
Карбонат марганца используется:
- в сельском хозяйстве - для производства премиксов, входит в состав микроудобрений;
- в лакокрасочной промышленности и металлургии;
- при производстве ферритных материалов;
- как катализатор многих химических реакций.